# Nawasiołki 2 (obwód mohylewski)
Nawasiołki 2 (biał. Навасёлкі 2; ros. Новосёлки 2; pol. hist. Nowosiółki) – wieś na Białorusi, w obwodzie mohylewskim, w rejonie mohylewskim, w sielsowiecie Paszkawa.
Do 1917 położone były w Rosji, w guberni mohylewskiej, w powiecie mohylewskim. Następnie w granicach Związku Sowieckiego. Od 1991 w niepodległej Białorusi.